# Ахтанизовский лиман
Ахтани́зовский лима́н — лиман в Темрюкском районе Краснодарского края России. Крупнейший[уточнить] пресный водоём края.

## География
Расположен на Таманском полуострове, между станицами Голубицкая, Ахтанизовская и Старотитаровская, первые две находятся на его берегах. Длина — примерно 100 км, ширина примерно 20, глубина достигает 1,5 м. Площадь составляет 110 км². Через гирло соединяется с более крупным Темрюкским заливом. В лиман впадают Казачий Ерик (является рукавом реки Кубань), ерики Прямик, Кулик и безымянный водоток. Лиман входит в Ахтанизовскую группу лиманов, к которой, помимо него, относится Старотитаровский лиман. Принимает в себя шестую часть стока Кубани.
Южнее находится Старотитаровская возвышенность, ограничивающая лиман и имеющая большое количество балок и оврагов. Западнее расположена гора Борисоглебская, севернее — Голубицкий останец с отвесными склонами
Дно илистое. В донных отложениях встречаются метан и сероводород.

### Климатические условия
Климат в бассейне характеризуется как умеренно континентальный. Средняя температура в районе водного объекта 12 °C. В июле — 24 °C, в январе −2 °C. В среднем выпадает 723 мм осадков в год. Наибольшее число в июне, 93 мм, наименьшее в августе, 28 мм.

## Происхождение названия
Гидроним происходит от «актениз» — море белого цвета.

## История
Ахтанизовский лиман образовался из немелководной котловины. До начала XIX века являлся солёным водоёмом. В 1819 году жители окрестных населённых пунктов соединили лиман с Кубанью. После этого водоём стал пресным.

## Флора и фауна
Среди сообществ растений преобладают прикреплённые ко дну водные (рдесты, валлиснерия спиральная). Также встречаются такие виды, как кувшинка белая, кубышка жёлтая, водяной орех азовский. Имеются зелёные водоросли. По берегам произрастают тростник, камыш, рогоз, осока. Служит местом зимовки для водоплавающих птиц (гусеобразные, пастушковые и др.). Производится зарыбление водоёма белыми амуром и толстолобиком, рыбами семейства карповых и судаком. Обитают также осетровые рыбы. Также есть четыре вида земноводных: озерная лягушка, зеленая и серая жабы, квакша обыкновенная, шесть видов пресмыкающихся, среди которых змеи и болотная черепаха. На берегах отмечены лисица, заяц, кабан и ещё больше десятка видов млекопитающих.

## Данные водного реестра
По данным государственного водного реестра России и геоинформационной системы водохозяйственного районирования территории РФ, подготовленной Федеральным агентством водных ресурсов относится к Кубанскому бассейновому округу, водохозяйственный участок озера — Кубань от Тиховского гидроузла до устья и другие реки бассейна Азовского моря в дельте реки Кубань, речной подбассейн отсутствует. Речной бассейн — Кубань.
Код объекта в государственном водном реестре — 06020002115608100004389.